# Rush Hour 2
Rush Hour 2 és una pel·lícula buddy pertanyent als gèneres policíac i d'arts marcials del 2001. És la segona entrega de la sèrie cinematogràfica Hora Punta. L'elenc principal va estar integrat per Jackie Chan i Chris Tucker que interpreten novament els seus rols com l'Inspector Lee i el policia de Los Angeles James Carter, respectivament. A Rush Hour 2, Carter i Lee s'emboliquen en una estafa relacionada amb les tríades.

## Argument
Una bomba explota en l'ambaixada dels Estats Units a Hong Kong matant dos agents. En aquest moment Carter, el detectiu de Los Angeles es troba a la mateixa ciutat de vacances i també visitant al seu amic l'Inspector Lee, mentre tots dos passegen per la ciutat; Lee és advertit pel seu cap de l'explosió i li demana assumir la investigació del cas, una cosa que li molesta a Carter que encara que tot i en vacances li ha tocat acompanyar a Lee en els seus casos, Lee per desmentir-ho el convida a un bar karaoke. En el bar Carter observa a un xinès cantant malament Don't Stop 'til You Get Enough i pren el seu lloc cantant el mateix tema. Lee fingeix anar al bany, resultant que aquest bar era propietat de Ricky Tan, cap de les Tríades i vell amic de Lee encara que sospitós de la bomba en l'ambaixada i de la mort del pare de Lee, que també va ser policia. En veure a Carter cantant, Lee li confessa amb dissimul a Carter que estan encoberts per capturar a Ricky Tan.

## Personatges
- Jackie Chan…. Cap Inspector Lee
- Chris Tucker.... Detectiu James Carter
- John Lone.... Ricky Tan
- Zhang Ziyi…. Hu Li
- Roselyn Sánchez .... Agent Isabella Molina
- Alan King.... Steven Reign
- Harris Yulin.... Agent Sterling
- Kenneth Tsang.... Capità Chin
- Lisa LoCicero.... Receptionista
- Mei Melançon.... Chica en cotxe (acreditada com Meiling Melancon)
- Maggie Q.... Chica en cotxe 2
- Don Cheadle…. Kenny (sense acreditar)
- Audrey Quock.... Esposa de Kenny
- Ernie Reyes, Jr..... Zing
- Joel McKinnon Miller....Tex
- Cynthia Pinot.... High Roller Girl
- Jeremy Piven.... Venedor Versace
- Brad Allan .... Guàrdia de seguretat de Drac Rojo (no surt als crèdits)
- Philip Baker Hall..... Captitán William Diel (escenes suprimides)
- Oscar Goodman .... ell mateix (escenes suprimides)